# يو إف سي ليلة القتال: كاوبوي ضد تيل
يو إف سي ليلة القتال: كاوبوي ضد تيل (بالإنجليزية: UFC Fight Night: Cowboy vs. Till)‏ هو حدث لفنون القتال المختلطة نظمته يو إف سي، أُقيم في 21 أكتوبر 2017، على إرجو أرينا في غدانسك، بولندا.